# Axel Oxenstiernas Palast

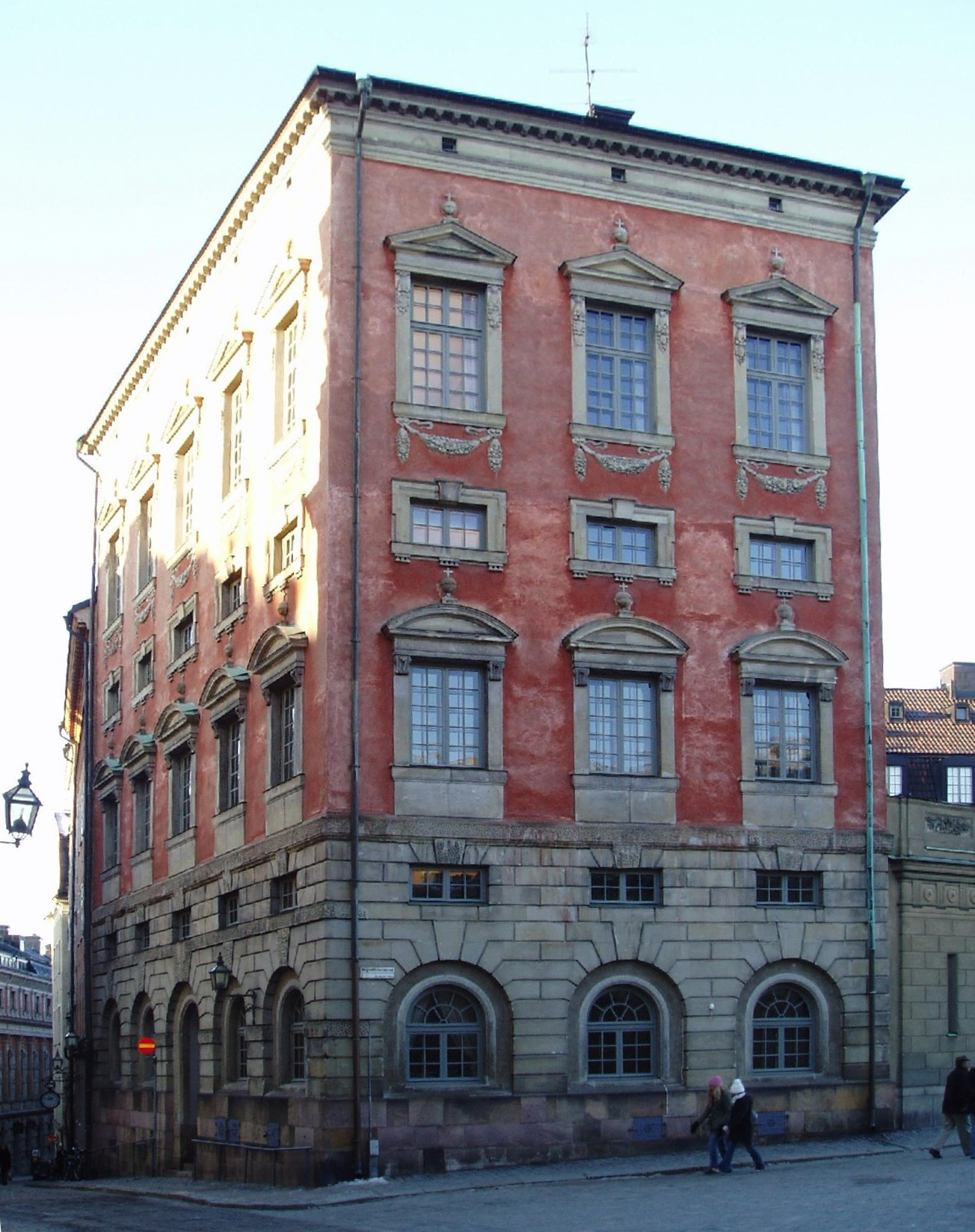
Axel Oxenstiernas Palast

Axel Oxenstiernas Palast ist ein Gebäude in der Altstadt von Stockholm. Der Bau wurde 1653 nach einem Entwurf des Architekten Jean de la Vallée für den Reichskanzler Axel Oxenstierna begonnen.
Das Gebäude sollte in einen größeren Palastkomplex eingehen, doch nach dem Tod von Axel Oxenstierna hatte dessen Sohn Erik kein Interesse an der Weiterführung des Projektes. Die Familie zog auch nie in das fertige Gebäude ein. Der im Stile des römischen Manierismus gestaltete Bau wurde daraufhin zwischen 1668 und 1680 Sitz einer Bankgesellschaft. Danach wurde es von verschiedenen staatlichen Einrichtungen genutzt.
Der Palast ist vor allem im Innern erstaunlich gut erhalten. Nur das ursprüngliche Dach wurde durch ein flacheres ersetzt. Bei der Fassade wechseln sich Partien mit grob bearbeitetem Sandstein und Abschnitte mit Putz ab. Jede zweite Etage bildet ein niedrigeres Zwischengeschoss, ein so genanntes Mezzanin. Der Grund für die gute Erhaltung des Palastes liegt wahrscheinlich in der außergewöhnlichen Lage und in den langjährigen staatlichen Eigentumsverhältnissen. Außerdem wurde der Bau schon damals mit fünf Etagen ausgestattet, obwohl die meisten Gebäude im Stockholm des 17. Jahrhunderts nur zwei bis drei Etagen hatten.
Der Palast erhielt 1935 den Status eines staatlichen Byggnadsminne.